# 남휘종
남휘종(南輝宗)은 대한민국의 강사이자 방송인이다. 이투스, 비타에듀, 명인학원에서 강사로 활동하고 있다.

## 텔레비전 출연
- 2013년 tvN 《더 지니어스: 룰 브레이커》
- 2014년 tvN 《더 지니어스: 블랙 가넷》